# 스마트 혁명
스마트 혁명(Smart Revolution)은 개방형 네트워크로의 진전에서 나타나는 새로운 변화로 정의될 수 있다. OECD에 따르면, 정보통신기술(ICT)의 도입으로 인해 사회경제적 중요한 변화가 나타날 것으로 기대되는 영역을 스마트하다고 지칭하게 되었다고 한다. ICT로 인해 촉발된 혁명은 인류가 경험해온 농경 사회, 산업 사회, 정보 사회를 넘어 새로운 사회를 형성하고 있다. 그 기반이 디지털화(digitalized)된 지식에 기반을 두고 있어서 스마트 혁명은 정보 혁명과 유사한 측면이 존재한다.
그러나, 스마트 혁명의 가장 큰 특징은 유무선 브로드밴드 네트워크가 빠르게 확산되고 이에 따라 스마트폰과 태블릿을 비롯한 스마트 단말이 빠르게 보급되면서 산업 전반에서의 파급효과가 나타난다는 점이다. 이러한 스마트화는 새로운 비즈니스 기회와 시장을 만들어 내고, 글로벌 경제에 새로운 활력소가 될 수 있을 전망이다. 이렇게, ICT 컨버전스를 통한 스마트화가 단지 ICT 분야를 넘어 전체 산업 분야에서의 패러다임을 변화시키는 것이 바로 스마트 혁명이라고 할 수 있다.

## 스마트 혁명의 구성 요소

스마트 혁명의 5대 요소

2010년 전후로 본격화되기 시작한 스마트 혁명은 유무선 브로드밴드 네트워크 등 5가지 요소로 구성된다. 특히 네트워크는 세계적인 석학들이 논하고 있는 <제3차 산업 혁명> 의 주요 기반이 되고 있다. 유무선 브로드밴드는 혁신 인프라로서 정보통신(Information and Communication) 전반적으로 발전을 촉진시킨다. 또한, 발전하는 ICT 역량은 교통, 교육, 의료 등 전 산업에 걸친 융합을 이끌어내면서 더욱 큰 파급 효과를 가지게 된다.
1. 유무선 브로드밴드 네트워크
2. 클라우드 컴퓨팅
3. 스마트 단말
4. Operating System / 보안
5. 플랫폼

등 5가지 요소는 상호 밀접하게 작용하면서 새로운 양식의 생산, 유통, 소비를 이끌어 내게 되었다.

## 관련 서적
- kt 경제경영연구소(2011), 애프터 스마트. 한국경제신문사. ISBN 9788947528245
- 제레미 리프킨(2012), 3차 산업혁명: 수평적 권력은 에너지 경제 그리고 세계를 어떻게 바꾸는가. 민음사. ISBN 9788937484667